# Ecorse (Michigan)
Pour l’article homonyme, voir Écorse.
Ecorse est une ville située dans l’État américain du Michigan, dans le comté de Wayne. Elle se situe dans la banlieue de Détroit. Selon le recensement de 2010, sa population est de 9 512 habitants. Elle est baptisée du nom de la rivière Écorse.

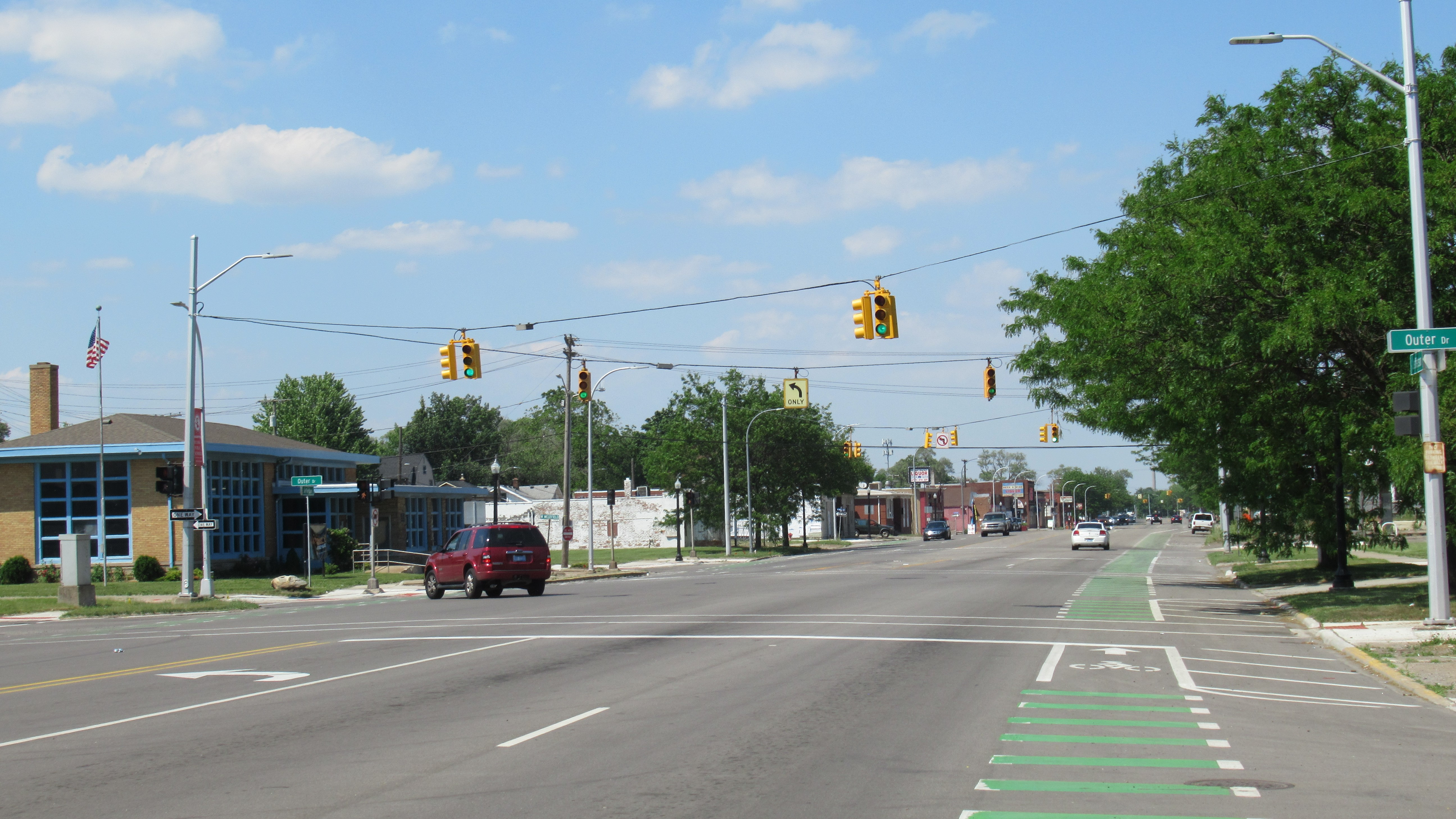
Intersection de Promenade Outer et Avenue Jefferson

## Étymologie
À l’origine, le site était utilisé comme lieu de sépulture par les Amérindiens. Lorsque les Français se sont installés fin XVIIIe siècle, le lieu a été nommé la rivière aux Écorces. Ce nom viendrait d'une coutume de la tribu Wendat d'envelopper ses morts dans l'écorce de bouleau ou d'orme et de les enterrer à l’embouchure de la rivière,.
D'abord nommée Grand Port par les Français qui se sont installés sur le site, les habitants adoptent officiellement le nom d'Ecorse en 1903.

## Histoire
Au début du XXe siècle, la ville prend son essor avec le développement du constructeur automobile Ford à Dearborn, dans la banlieue de Détroit. Une aciérie s'établit à Ecorse en 1929 pour produire des pièces détachées et des outils.
Dans les années 70, la ville connait un déclin économique. En 1986, Ecorse est la première ville du Michigan à déclarer faillite,.